# VM i håndbold 1995 (kvinder)
Verdensmesterskabet i håndbold for kvinder 1995 var det 12. (indendørs) VM i håndbold for kvinder. Slutrunden blev afholdt i Østrig og Ungarn i perioden 5. – 17. december 1995. Siden sidste VM var antallet af deltagere blevet udvidet fra 16 til 20 hold.
De 20 deltagende nationer spillede først en indledende runde i fire grupper med fem hold, hvorfra de tre bedste i hver gruppe gik videre til ottendedelsfinalerne, mens firerne og femmerne spillede om de sidste fire pladser i 1/8-finalerne. Vinderne af 1/8-finalerne gik videre til kvartfinalerne, mens taberne spillede om 9. – 16.-pladsen. Vinderne af kvartfinalerne kvalificerede sig til semifinalerne og spil om 1. – 4.-pladsen, mens taberne måtte tage til takke med placeringskampe om 5. – 8.-pladsen.
Sydkorea blev verdensmestre for første gang ved at slå Ungarn 25-20 i finalen. Bronzen gik til Danmark, der besejrede Norge 24-25 i bronzekampen.
| VM 1995 | VM 1995  |
| ------- | -------- |
| Guld    | Sydkorea |
| Sølv    | Ungarn   |
| Bronze  | Danmark  |
| 4.      | Norge    |
| 5.      | Tyskland |
| 6.      | Rusland  |
| 7.      | Rumænien |
| 8.      | Østrig   |

| VM 1995 | VM 1995   |
| ------- | --------- |
| 9.      | Ukraine   |
| 10.     | Kroatien  |
| 11.     | Sverige   |
| 12.     | Slovakiet |
| 13.     | Tjekkiet  |
|         | Kina      |
|         | Japan     |
|         | Angola    |

| VM 1995 | VM 1995         |
| ------- | --------------- |
| 17.     | USA             |
|         | Elfenbenskysten |
|         | Brasilien       |
|         | Canada          |

## Slutrunde

### Indledende runde
De 20 hold var inddelt i fire grupper med fem hold. De tre bedste hold i hver gruppe gik direkte videre til ottendedelsfinalerne. Firerne og femmerne gik videre til 1/16-finaler om de sidste fire pladser i 1/8-finalerne.
| Dato | Kamp                      | Res.  |
| ---- | ------------------------- | ----- |
| ?    | Norge - Japan             | 26-18 |
| ?    | Østrig - Elfenbenskysten  | 29-13 |
| ?    | Japan - Sverige           | 14-27 |
| ?    | Elfenbenskysten - Norge   | 7-32  |
| ?    | Sverige - Østrig          | 22-24 |
| ?    | Japan - Elfenbenskysten   | 18-18 |
| ?    | Norge - Østrig            | 23-24 |
| ?    | Sverige - Norge           | 15-26 |
| ?    | Elfenbenskysten - Sverige | 15-26 |
| ?    | Østrig - Japan            | 32-16 |

| Gruppe A        | Kampe | Mål    | Point |
| --------------- | ----- | ------ | ----- |
| Østrig          | 4     | 109-74 | 8     |
| Norge           | 4     | 107-64 | 6     |
| Sverige         | 4     | 90-79  | 4     |
| Japan           | 4     | 66-103 | 1     |
| Elfenbenskysten | 4     | 53-105 | 1     |

| Dato | Kamp                 | Res.  |
| ---- | -------------------- | ----- |
| ?    | Rumænien - Slovakiet | 27-22 |
| ?    | Danmark - Canada     | 37-18 |
| ?    | Canada - Tjekkiet    | 11-27 |
| ?    | Slovakiet - Danmark  | 17-26 |
| ?    | Tjekkiet - Rumænien  | 18-25 |
| ?    | Canada - Slovakiet   | 18-29 |
| ?    | Danmark - Rumænien   | 27-29 |
| ?    | Tjekkiet - Danmark   | 14-26 |
| ?    | Rumænien - Canada    | 43-14 |
| ?    | Slovakiet - Tjekkiet | 24-24 |

| Gruppe B  | Kampe | Mål    | Point |
| --------- | ----- | ------ | ----- |
| Rumænien  | 4     | 124-81 | 8     |
| Danmark   | 4     | 116-78 | 6     |
| Slovakiet | 4     | 92-95  | 3     |
| Tjekkiet  | 4     | 83-86  | 3     |
| Canada    | 4     | 61-136 | 0     |

| Dato | Kamp                | Res.  |
| ---- | ------------------- | ----- |
| ?    | Tyskland - Angola   | 30-19 |
| ?    | Rusland - Sydkorea  | 20-24 |
| ?    | Angola - Rusland    | 17-26 |
| ?    | Kina - Tyskland     | 23-29 |
| ?    | Sydkorea - Kina     | 32-18 |
| ?    | Sydkorea - Angola   | 34-20 |
| ?    | Tyskland - Rusland  | 18-18 |
| ?    | Kina - Angola       | 34-20 |
| ?    | Rusland - Kina      | 31-15 |
| ?    | Tyskland - Sydkorea | 20-24 |

| Gruppe C | Kampe | Mål    | Point |
| -------- | ----- | ------ | ----- |
| Sydkorea | 4     | 114-78 | 8     |
| Rusland  | 4     | 95-74  | 5     |
| Tyskland | 4     | 97-84  | 5     |
| Kina     | 4     | 90-112 | 2     |
| Angola   | 4     | 76-124 | 0     |

| Dato | Kamp                 | Res.  |
| ---- | -------------------- | ----- |
| ?    | Kroatien - USA       | 21-15 |
| ?    | Ungarn - Ukraine     | 30-23 |
| ?    | Ukraine - Kroatien   | 16-17 |
| ?    | Brasilien - Ungarn   | 14-33 |
| ?    | USA - Brasilien      | 24-19 |
| ?    | USA - Ukraine        | 16-27 |
| ?    | Ungarn - Kroatien    | 17-15 |
| ?    | Brasilien - Ukraine  | 17-27 |
| ?    | Kroatien - Brasilien | 25-13 |
| ?    | Ungarn - USA         | 30-17 |

| Gruppe D  | Kampe | Mål    | Point |
| --------- | ----- | ------ | ----- |
| Ungarn    | 4     | 110-69 | 8     |
| Kroatien  | 4     | 78-61  | 6     |
| Ukraine   | 4     | 93-80  | 4     |
| USA       | 4     | 72-97  | 2     |
| Brasilien | 4     | 63-109 | 0     |

### Slutspil
De hold, der sluttede på fjerde- eller femtepladsen i den indledende runde, spillede 1/16-finaler om fire pladser i 1/8-finalerne. De øvrige 12 hold (nr. 1-3 i de indledende grupper) var direkte kvalificeret til 1/8-finalerne.
| Dato         | Kamp                       | Res.  |
| ------------ | -------------------------- | ----- |
| 1/16-finaler |                            |       |
| ?            | Japan - Canada             | 31-22 |
| ?            | Tjekkiet - Elfenbenskysten | 24-14 |
| ?            | Kina - Brasilien           | 30-16 |
| ?            | USA - Angola               | 23-24 |
| 1/8-finaler  |                            |       |
| ?            | Østrig - Tjekkiet          | 21-16 |
| ?            | Sydkorea - Angola          | 27-14 |
| ?            | Slovakiet - Norge          | 21-32 |
| ?            | Ukraine - Rusland          | 20-23 |
| ?            | Sverige - Danmark          | 20-25 |
| ?            | Tyskland - Kroatien        | 28-24 |
| ?            | Rumænien - Japan           | 33-17 |
| ?            | Ungarn - Kina              | 21-20 |

| Dato         | Kamp                | Res.  |
| ------------ | ------------------- | ----- |
| Kvartfinaler |                     |       |
| ?            | Østrig - Danmark    | 23-24 |
| ?            | Sydkorea - Tyskland | 20-15 |
| ?            | Norge - Rumænien    | 21-19 |
| ?            | Rusland - Ungarn    | 18-23 |
| Semifinaler  |                     |       |
| ?            | Danmark - Sydkorea  | 31-33 |
| ?            | Ungarn - Norge      | 22-21 |
| Bronzekamp   |                     |       |
| ?            | Norge - Danmark     | 24-25 |
| Finale       |                     |       |
| ?            | Sydkorea - Ungarn   | 25-20 |

#### 5.- 8.-pladsen
De fire tabere af kvartfinalerne spillede placeringskampe om 5.- 8.-pladsen.
| Dato                        | Kamp               | Res.   |
| --------------------------- | ------------------ | ------ |
| Semifinaler                 |                    |        |
| ?                           | Tyskland - Østrig  | 20-16  |
| ?                           | Rumænien - Rusland | 28-29* |
| Kamp om 7.-pladsen          |                    |        |
| ?                           | Østrig - Rumænien  | 27-28  |
| Kamp om 5.-pladsen          |                    |        |
| ?                           | Rusland - Tyskland | 22-26  |
| *Efter forlænget spilletid. |                    |        |

#### 9.- 16.-pladsen
Taberne af ottendedelsfinalerne spillede placeringskampe om 9.- 16.-pladsen. De fire tabere i 1. runde af denne turnering blev rangeret på en delt 13.-plads, mens de resterende fire hold spillede videre om 9.- 12.-pladsen.
| Dato                                                                                 | Kamp                 | Res.    |
| ------------------------------------------------------------------------------------ | -------------------- | ------- |
| Kvartfinaler                                                                         |                      |         |
| ?                                                                                    | Tjekkiet - Sverige   | 18-20   |
| ?                                                                                    | Angola - Kroatien    | 23-24   |
| ?                                                                                    | Slovakiet - Japan    | 23-21   |
| ?                                                                                    | Ukraine - Kina       | 31-30   |
| Semifinaler                                                                          |                      |         |
| ?                                                                                    | Sverige - Ukraine    | 19-24   |
| ?                                                                                    | Slovakiet - Kroatien | 28-30*  |
| Kamp om 11.-pladsen                                                                  |                      |         |
| ?                                                                                    | Sverige - Slovakiet  | 26-20   |
| Kamp om 9.-pladsen                                                                   |                      |         |
| ?                                                                                    | Kroatien - Ukraine   | 32-35** |
| *Efter forlænget spilletid. **Efter 2×forlænget spilletid og straffekastkonkurrence. |                      |         |